# New Sharon
New Sharon é uma cidade localizada no estado americano de Iowa, no Condado de Mahaska.

## Demografia
Segundo o censo americano de 2000, a sua população era de 1301 habitantes.
Em 2006, foi estimada uma população de 1308, um aumento de 7 (0.5%).

## Geografia
De acordo com o United States Census Bureau tem uma área de
2,4 km², dos quais 2,4 km² cobertos por terra e 0,0 km² cobertos por água. New Sharon localiza-se a aproximadamente 258 m acima do nível do mar.

## Localidades na vizinhança
O diagrama seguinte representa as localidades num raio de 20 km ao redor de New Sharon.